# Inositolo trifosfato
L'inositolo trifosfato, detto anche inositolo 1,4,5-trisfosfato (abbreviato in IP3) è, insieme al diacilglicerolo (abbreviato in DAG), un secondo messaggero utilizzato dalla cellula come molecola con la funzione di trasduzione del segnale.
Mentre il DAG rimane all'interno della membrana, l'IP3 è solubile ed è in grado di diffondere attraverso la cellula.
L'IP3 è prodotto dall'idrolisi, per azione della fosfolipasi C, del fosfatidilinositolo 4,5-bisfosfato (PIP2), un fosfolipide localizzato all'interno della membrana cellulare. L'IP3, una volta prodotto, lega ed attiva il recettore dell'inositolo trifosfato, una grossa proteina canale che si trova sulla superficie del reticolo endoplasmatico. Il suo legame con questa proteina permette la sua apertura ed il rilascio di calcio che fluisce all'interno del citoplasma.
Le azioni molecolari che ne derivano sono molteplici. Basti pensare che tramite il suo legame con una singola molecola effettrice, la proteina calmodulina, lo ione calcio è capace di condizionare più di trenta enzimi intracellulari legati al metabolismo, alla trasduzione del segnale o alla produzione di energia.
Sono molti gli ormoni ed i neurotrasmettitori che innescano la produzione di IP3 dopo interazione con i loro recettori. Esempi classici includono la serotonina, la noradrenalina, l'istamina, la colecistochinina, la bradichinina e l'angiotensina.